# Mustapha Papa Diop
Mustapha Papa Diop (født 1. maj 1987) er en fodboldspiller fra Senegal, der spiller for FC Fyn

Han er midtbanespiller, men bruges også i forsvaret. Mustapha Papa Diop kom til Odense Boldklub i sommeren 2007, hvor han blev hentet på en fri transfer. Senegaleseren spillede i to år på Marseilles' bedste talenthold, og franskmændene ville gerne forlænge hans kontrakt. Diop valgte dog at tage til Danmark, hvor han blev tilknyttet OB. I sommeren 2008 skiftede han til FC Fyn.